# Glen Motz
Glen Motz (né en 1958 à Hanna) est un homme politique canadien, député de Medicine Hat—Cardston—Warner à la Chambre des communes du Canada pour le Parti conservateur du Canada depuis l'Élection partielle du 24 octobre 2016.

## Biographie
Glen Motz étudie au Hillcrest Christian College de Medicine Hat vers 1976 et obtient un baccalauréat en éducation religieuse au Medicine Hat College en 1980. La même année il devient inspecteur au sein de la police de la ville.

## Vie politique
À la suite du décès Jim Hillyer, Motz se porte candidat à l'investiture du Parti conservateur du Canada. Désigné pour l'Élection partielle du 24 octobre 2016, il y est largement élu, obtenant plus de 69 % des suffrages.

### Résultats électoraux
|  | Candidat          | Parti             | #     | %       |
|  | ----------------- | ----------------- | ----- | ------- |
|  | Glen Motz         | Conservateur      | 23932 | 69,85 % |
|  | Stan Sakamoto     | Libéral           | 8778  | 25,62 % |
|  | Rod Taylor        | Héritage Chrétien | 702   | 2,5 %   |
|  | Beverly Ann Waege | Néo-Démocrate     | 353   | 1,03 %  |
|  | Sheldon Johnston  | Libertarien       | 284   | 0,83 %  |
|  | Kayne Cooper      | Rhinocéros        | 211   | 0,62 %  |
|  | Total             |                   | 19384 | 100 %   |